# Incendie criminel de l'UpStairs Lounge
L’incendie criminel de l'UpStairs Lounge est un homicide qui a eu lieu le 24 juin 1973 dans le bar gay UpStairs Lounge, situé au deuxième étage d'un bâtiment du Vieux carré français de La Nouvelle-Orléans qui avait été réservé par des membres de l'Église communautaire métropolitaine pour le dernier jour d'une Gay Pride. Trente-deux personnes furent tuées par le feu ou par inhalation de fumée. Le suspect le plus sérieux, un homme qui avait été expulsé du bar plus tôt le jour de l'attaque, n'a jamais été mis en examen. 
Cet incendie criminel est le plus violent que La Nouvelle-Orléans ait connu, et est l'attaque la plus meurtrière à l'encontre de la communauté LGBT américaine jusqu'à la fusillade du 12 juin 2016 à Orlando,. Malgré le nombre très élevé de victimes, la couverture médiatique de l'attaque a été faible, et a minimisé le fait que les clients du bar aient été très majoritairement homosexuels. Aucun responsable local, fédéral ou national n'a fait mention de l'incendie, certaines familles ne sont pas allées récupérer leurs morts et certaines églises ont refusé d'enterrer les victimes.

## Commémoration
En 2003, un groupe d'activistes fait installer une plaque à côté des lieux de l'incendie. En avril 2024, la plaque est volée, et n'a pas été retrouvée après avoir appréhendé le voleur.